# Тауэнцин, Богислав Фридрих Эмануэль фон
Граф (с 1791) Богислав Фридрих Эмануэль Тауэнцин фон Виттенберг (Тауенцин; нем. Bogislav Friedrich Emanuel von Tauentzien; 15 сентября 1760, Потсдам — 20 февраля 1824, Берлин) — прусский военачальник и дипломат эпохи Революционных и наполеоновских войн, посол в России (1794–1797), генерал от инфантерии.

## Биография

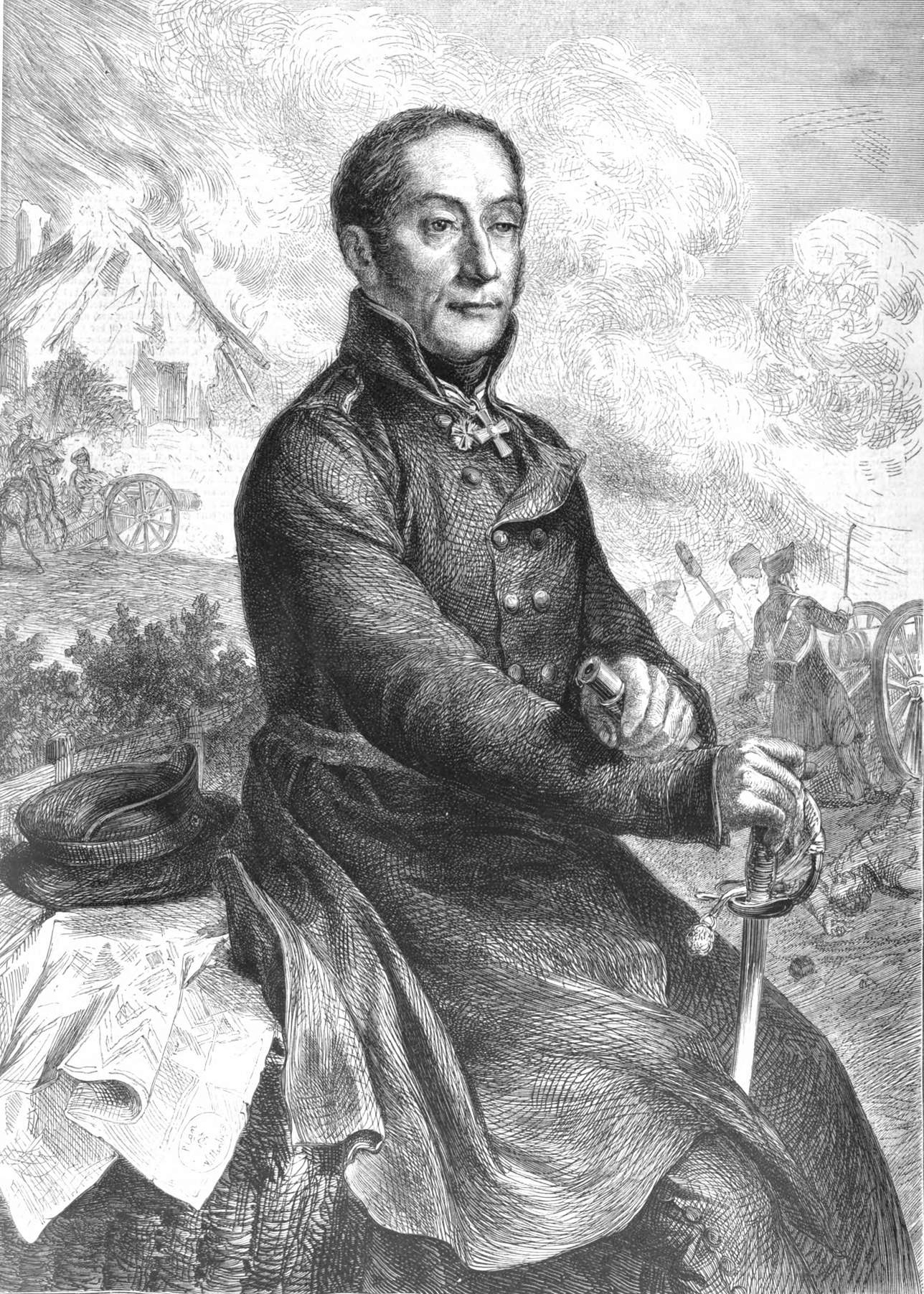

Сын генерала пехоты и губернатора Бреслау (ныне Вроцлав) Фридриха Богислава фон Тауэнцина. Образование получил в Военной академии в Берлине. Службу начал 1 сентября 1775 года штандарт-юнкером Гендского полка, вскоре переведён в 35-й пехотный полк принца Генриха.
Во время войны за баварское наследство в 1778 году состоял адъютантом принца Генриха. В 1790 году был произведён в майоры. Отличился во время войн с Францией в 1792—1794 годах. 16 февраля 1793 года произведён в подполковники и назначен флигель-адъютантом короля Фридриха Вильгельма II, состоял военным представителем при командовании австрийской армией в Голландии. 18 января 1794 года назначен министром при генерал-губернаторе Нидерландов. С 1794 по 1796 год был посланником в России. В 1795 году произведён в полковники, в 1801 году — в генерал-майоры.
После начала кампании 1806 года получил в командование 6000 человек (8 батальонов и 9 эскадронов) ударного корпуса, который был выдвинут вперёд князем Гогенлоэ. Но 9 октября французские войска маршала Жана-Батиста Бернадота вынудили его отойти. Во время сражения под Йеной Тауэнцин командовал дивизией в авангарде Гогенлоэ и вместе с ним капитулировал 28 октября в Пренцлау.
После Тильзитского мира произведён 4 мая 1807 года в генерал-лейтенанты и в 1808 году назначен командиром бранденбургской бригады в Берлине. С августа 1811 года — губернатор Померании. В начале 1813 года мобилизовал войска в Померании и 5 марта назначен военным губернатором земель между Одером и Вислой (за исключением Силезии) и во время военного противостояния до 4 июня командовал блокадным корпусом Штеттина. С 18 июля 1813 года — командир 4-го армейского корпуса, который вошёл в состав войск, находившихся под командованием шведского наследного принца Карла Юхана (маршала Бернадота). 20 августа его части вступили в Берлин.
Успешно действовал в сражениях при Грос-Беерене и при Денневице, где противостоял 4-му французскому корпусу и добился победы. Когда Северная армия перешла Эльбу, корпус Тауэнцина после боя при Роцлау 5 октября перешёл в состав Силезской армии. Блокировал Виттенберг, но 2 французских корпуса заставили его отойти к Потсдаму. После Битвы народов руководил осадой Торгау и Виттенберга, затем блокадой Магдебурга. Торгау капитулировал 26 декабря 1813 года, Виттенберг был взят штурмом 13 января 1814 года. Тогда же получил разрешение добавить к своей фамилии «фон Виттенберг». 24 мая 1814 года был взят Магдебург.
21 февраля 1814 награждён орденом Святого Георгия 2-го класса:
За взятие крепостей Витенберг и Магдебург
С 7 августа 1814 года — главнокомандующий в Бранденбургской марке и Померании. В начале 1815 года командовал 6-м армейским корпусом, который оставался на Эльбе в качестве армейского резерва. После возвращения Наполеона вступил на территорию Франции. Его корпус выполнял оккупационные функции в Бретани. После Парижского мира Тауэнцин вновь занял пост главнокомандующего в Померании и Бранденбурге со штаб-квартирой в Берлине. С 3 апреля 1820 года — одновременно командир 3-го армейского корпуса.
Имя генерала Тауэнцина носит улица Тауэнцинштрассе в западной части Берлина близ площади Виттенбергплац, названной в честь битвы при Виттенберге 13 января 1814 года.

## Награды
Королевства Пруссия:
- Орден Святого Иоанна Иерусалимского рыцарь по праву (1785, Rechtsritter)[4]
- Орден «Pour le Mérite» (13 декабря 1792)[5]
- Орден Красного орла (1806)[6]
- Орден Чёрного орла (15 сентября 1813)[7]
- Железный крест, большой крест (26 января 1814)[8] [9]

Российской империи:
- Орден Святой Анны 1-й степени (5 марта 1797)[10]
- Орден Святого Александра Невского (20 января 1809)
- Орден Святого Георгия 3-й степени (25 августа 1813)
- Орден Святого Владимира 2-го класса (10 декабря 1813)[11]
- Орден Святого Георгия 2-й степени (21 февраля 1814)

Прочие:
- Королевский Гвельфский орден, большой крест (1820, королевство Ганновер)[12]
- Династический орден Белого сокола, большой крест (великое герцогство Саксен-Веймар-Эйзенах)
- Орден Военных заслуг, большой крест (королевство Франция)
- Военный орден Марии Терезии, командорский крест (Австрийская империя)
- Орден Меча, рыцарь большого креста (19 сентября 1813, королевство Швеция)[13][14]